# Marie Ducrot
Marie Ducrot (* 1919 in Belgien; † 2001, vermutlich in Laon) war eine französische Organistin, die über die Grenzen Frankreichs hinaus als Interpretin französischer Orgelmusik bekannt war. Von 1966 bis 2000 war sie Titularorganistin an der Kathedrale Notre Dame in Laon. 

## Leben und Wirken
Marie Ducrot war belgischer Abstammung, seit ihrer frühesten Kindheit lebte sie in Laon, der Hauptstadt des Départements Aisne. Ihre musikalische Ausbildung erhielt sie bei dem blinden Komponisten Jean Langlais in Paris. Anschließend kehrte sie nach Laon zurück, um am dortigen Konservatorium als Musiklehrerin zu arbeiten.
Bereits mit elf Jahren hatte Ducrot die Chororgel (Orgue de Chœur) der Kathedrale von Laon gespielt, später wechselte sie zur Hauptorgel (Grand Orgue), einem 1899 erbauten Instrument aus der Werkstatt des Orgelbauers Henri Didier aus Epinal und wurde Stellvertreterin des langjährigen Titularorganisten Jules Fouquet. Nachdem dieser am 19. Juli 1966 verstorben war, wurde Ducrot am 7. August 1966 offiziell zu seiner Nachfolgerin ernannt. Sie übte das Amt der Titularorganistin noch bis zum Jahr 2000 aus. Ihre Nachfolger wurden Laurent Fèvres und Lidia Książkiewicz.
Neben ihrer Tätigkeit als Musiklehrerin und Kirchenmusikerin gab Ducrot zahlreiche Orgelkonzerte und war eine über die Grenzen Frankreichs hinaus bekannte Interpretin französischer Orgelmusik. Bis in die 1980er-Jahre arbeitete sie dabei immer wieder mit ihrem ehemaligen Lehrer Langlais zusammen, dessen Vorliebe für Paraphrasierung gregorianischer Melodien sie teilte. Daher bevorzugte sie, obwohl ihr Repertoire eine große Spanne umfasste, die zeitgenössischen französischen Komponisten und deren Werke im gregorianischen Duktus.
Mitschnitte ihrer Konzerte, die nicht nur in Laon, sondern an den großen historischen Orgeln in den Kathedralen von Quimper, Saint-Omer, Dol-de-Bretagne oder Angoulême stattfanden, wurden in den 1980er-Jahren als Vinyl-Langspielplatten zunächst unter dem Wiesbadener Label Ursina Motette, später bei Carthagène veröffentlicht. Im Jahr 2012 erschienen einige dieser Einspielungen in einer Neuausgabe auf CD.
Marie Ducrot starb im Jahr 2001 im Alter von über 80 Jahren vermutlich in Laon.

## Veröffentlichungen (Auswahl)
Langspielplatten
- D’Indy, Ropartz, Busser, Bonnet. Jean-Louis Durand à l’orgue Haerpfer; Marie Ducrot à l’orgue Henri Didier. Musique française pour orgue, Volume 1. Carthagène 730516.
- Marie Ducrot: Orgue Henri Didier (1897) de la Cathédrale Notre Dame, Laon; Orgue Georges Wenner (1870) de l’église Saint-Martin, Pau; Orgue Louis Debierre (1877) de la cathédrale Saint-Samson, Dol-de-Bretagne. Musique française pour orgue, Volume 2. Carthagène 730517.
- Marie Ducrot à l’orgue Cavaillé-Coll (1855) de la Basilique Notre Dame, Saint-Omer. Musique française pour orgue, Volume 3. Carthagène 730519.
- Marie Ducrot interprète Vierne, Dubois, Tournemire et Langlais à l’orgue de Saint-Martin de Pau. Musique française pour orgue, Volume 4. Carthagène 730529.

CDs
- Jean Langlais centenary celebration. Marie Ducrot und andere. 4 CDs. Motette, Düsseldorf 2007.
- French Music For Organ CD. Carthagène Records, 2012.
- Marie Ducrot Plays Franck, Dallier, Saint-Saëns. CD. Carthagène Records, 2012.
- Joseph Bonnet: Orgelwerke. Henri Didier-Orgel (1897) der Kathedrale Notre-Dame, Laon. CD. Carthagène Records, 2013. (Originalaufnahme 1974.)[1]